# Leryn Franco
Leryn Franco (født 1 marts 1982 i Asunción) er en spydkaster fra Paraguay, der af Village Life blev kåret som den smukkeste kvinde blandt de kvindelige atleter ved OL i Peking 2008.
Franco har tidligere stillet op i Miss Paraguay og Miss Bikini Universe.
Francos personlige rekord i spydkast er 55,38 kastet i maj 2007 i Fortaleza.